# Empis podagra
Empis podagra är en tvåvingeart som beskrevs av Axel Leonard Melander 1902. Empis podagra ingår i släktet Empis och familjen dansflugor.
Artens utbredningsområde är Idaho. Inga underarter finns listade i Catalogue of Life.